# Inrikesflyg
Inrikesflyg är inom kommersiell luftfart inom civilflyget, oftast med flygplan avsedda för passagerare, som körs inom ett land. Inrikesflyget spelar en viktig roll i geografiskt stora länder, som Ryssland och USA, där avstånden är stora.

### Fotnoter
1. ↑  ”Domestic flight”. WordNet Search 3.0. Arkiverad från originalet den 2 september 2011. https://web.archive.org/web/20110902150518/http://wordnetweb.princeton.edu/perl/webwn?o2=&o0=1&o7=&o5=&o1=1&o6=&o4=&o3=&s=domestic+flight&i=0&h=0#c. Läst 21 september 2014.